# Grigor Dimitrov
Grigor Dimitrov (bolgárul: Григор Димитров; Haszkovo, 1991. május 16. –) hivatásos bolgár teniszező. Junior Grand Slam-eredményei kiemelkedőek, mivel 2008-ban Wimbledon és a US Open junior bajnoka lett egyéniben. 2011-ben játszotta első ATP-döntőjét az  eastbourne-i torna páros versenyében Andreas Seppi oldalán, ahol 6–3, 6–3 arányban vereséget szenvedtek az izraeli Jónátán Erlich–Andi Rám-párostól. Karrierje során 8 egyéni ATP-tornán diadalmaskodott.

## ATP-döntői

### Egyéni

#### Győzelmei (7)
| Összesítés                                            | Összesítés |
| ----------------------------------------------------- | ---------- |
| Grand Slam-torna                                      | (0)        |
| ATP World Tour Masters 1000 / ATP Masters Series      | (1)        |
| ATP World Tour 500 Series / International Series Gold | (1)        |
| ATP World Tour 250 Series / International Series      | (5)        |
| ATP World Tour Finals / Tennis Masters Cup            | (1)        |

|   | Dátum             | Torna                                                 | Borítás    | Ellenfél a döntőben | Eredmény a döntőben    |
| 1 | 2013. október 20. | IF Stockholm Open, Stockholm                          | Kemény (f) | David Ferrer        | 2-6, 6-3, 6-4          |
| 2 | 2014. március 1.  | Abierto Mexicano Telcel, Acapulco                     | Kemény     | Kevin Anderson      | 7-6(1), 3-6, 7-6(5)    |
| 3 | 2014. április 27. | BRD Năstase Țiriac Trophy, Bukarest                   | Salak      | Lukáš Rosol         | 7-6(2), 6-1            |
| 4 | 2014. június 15.  | Queen’s Club Championships, London                    | Fű         | Feliciano López     | 6-7(8), 7-6(1), 7-6(6) |
| 5 | 2017. január 8.   | Brisbane International presented by Suncorp, Brisbane | Kemény     | Nisikori Kei        | 6-2, 2-6, 6-3          |
| 6 | 2017. február 12. | Garanti Koza Sofia Open, Szófia                       | Kemény     | David Goffin        | 7-5, 6-4               |
| 7 | 2017. február 12. | Western & Southern Open, Cincinnati                   | Kemény     | Nick Kyrgios        | 6-3, 7-5               |

#### Elveszített döntői (5)
|   | Dátum             | Torna                                    | Borítás    | Ellenfél a döntőben | Eredmény a döntőben |
| 1 | 2013. január 6.   | Brisbane International, Brisbane         | Kemény     | Andy Murray         | 6–7(0), 4–6         |
| 2 | 2014. október 19. | IF Stockholm Open, Stockholm             | Kemény (f) | Tomáš Berdych       | 7–5, 4–6, 4–6       |
| 3 | 2016. január 17.  | Apia International Sydney, Sydney        | Kemény     | Viktor Troicki      | 6–2, 1–6, 6–7(7)    |
| 4 | 2016. május 1.    | TEB BNP Paribas Istanbul Open, Isztambul | Salak      | Diego Schwartzman   | 7–6(5), 6–7(4), 0–6 |
| 5 | 2016. október 9.  | China Open, Peking                       | Kemény     | Andy Murray         | 4–6, 6–7(2)         |

### Páros

#### Elveszített döntői (1)
|    | Dátum            | Torna                           | Borítás | Partner       | Ellenfelek a döntőben   | Eredmény a döntőben |
| 1. | 2011. június 16. | AEGON International, Eastbourne | Fű      | Andreas Seppi | Jónátán Erlich Andi Rám | 3–6, 3–6            |

## Eredményei Grand Slam-tornákon
| Grand Slam | Australian Open | Australian Open    | Roland Garros | Roland Garros       | Wimbledon | Wimbledon          | US Open       | US Open          |
| Év         | Eredmény        | Utolsó ellenfél    | Eredmény      | Utolsó ellenfél     | Eredmény  | Utolsó ellenfél    | Eredmény      | Utolsó ellenfél  |
| 2009       | -               | -                  | -             | -                   | 1.kör     | Igor Kunyicin      | Selejtező (2) | Selejtező (2)    |
| 2010       | Selejtező (1)   | Selejtező (1)      | -             | -                   | -         | -                  | -             | -                |
| 2011       | 2.kör           | Stanislas Wawrinka | 1.kör         | Jérémy Chardy       | 2.kör     | Jo-Wilfried Tsonga | 1.kör         | Gaël Monfils     |
| 2012       | 2.kör           | Nicolás Almagro    | 2.kör         | Richard Gasquet     | 2.kör     | Márkosz Pagdatísz  | 1.kör         | Benoît Paire     |
| 2013       | 1.kör           | Julien Benneteau   | 3.kör         | Novak Đoković       | 2.kör     | Grega Žemlja       | 1.kör         | João Sousa       |
| 2014       | 1/4 döntő       | Rafael Nadal       | 1.kör         | Ivo Karlović        | Elődöntő  | Novak Đoković      | 4.kör         | Gaël Monfils     |
| 2015       | 4.kör           | Andy Murray        | 1.kör         | Jack Sock           | 3.kör     | Richard Gasquet    | 2.kör         | Mihail Kukushkin |
| 2016       | 3.kör           | Roger Federer      | 1.kör         | Viktor Troicki      | 3.kör     | Steve Johnson      | 4.kör         | Andy Murray      |
| 2017       | Elődöntő        | Rafael Nadal       | 3.kör         | Pablo Carreno Busta | 4.kör     | Roger Federer      | 2.kör         | Andrej Rubljov   |

## Év végi világranglista-helyezései
| Év       | 2008 | 2009 | 2010 | 2011 | 2012 | 2013 | 2014 | 2015 | 2016 |
| Helyezés | 493  | 288. | 106. | 76.  | 48.  | 23.  | 11.  | 28.  | 17.  |